# BMW 3/15
La BMW 3/15 est le premier modèle historique d'automobile du constructeur BMW produite entre 1929 et 1932. 

## Historique
BMW (Bayerische Motoren Werke) est créée en 1916, un fabricant de moteurs d'avion. À la suite de la défaite de l'Allemagne lors de la Première Guerre mondiale et du traité de Versailles signé en 1919, il lui fut interdit de produire des avions ainsi que des moteurs pour son pays, et l'entreprise fut donc forcée de se reconvertir. Elle se diversifia et produisit des moteurs pour motocyclettes, camions et voitures. 
En 1928, BMW rachète la Fahrzeugfabrik Eisenach, constructeur dont les usines sont situées à Eisenach, en Thuringe, et en fait le siège de son département automobile. Cette entreprise, fondée en 1896 et renommée Dixi en 1904, se lance dans l'assemblage de la minuscule Austin Seven anglaise dont elle a acquis la licence de construction. C'est ainsi que naît la Dixi 3/15 DA (trois vitesses, 15 ch) en 1927 ; la BMW 3/15 PS DA2, une version améliorée sur le modèle du constructeur français Rosengart, a été vendue à partir du juillet 1929.

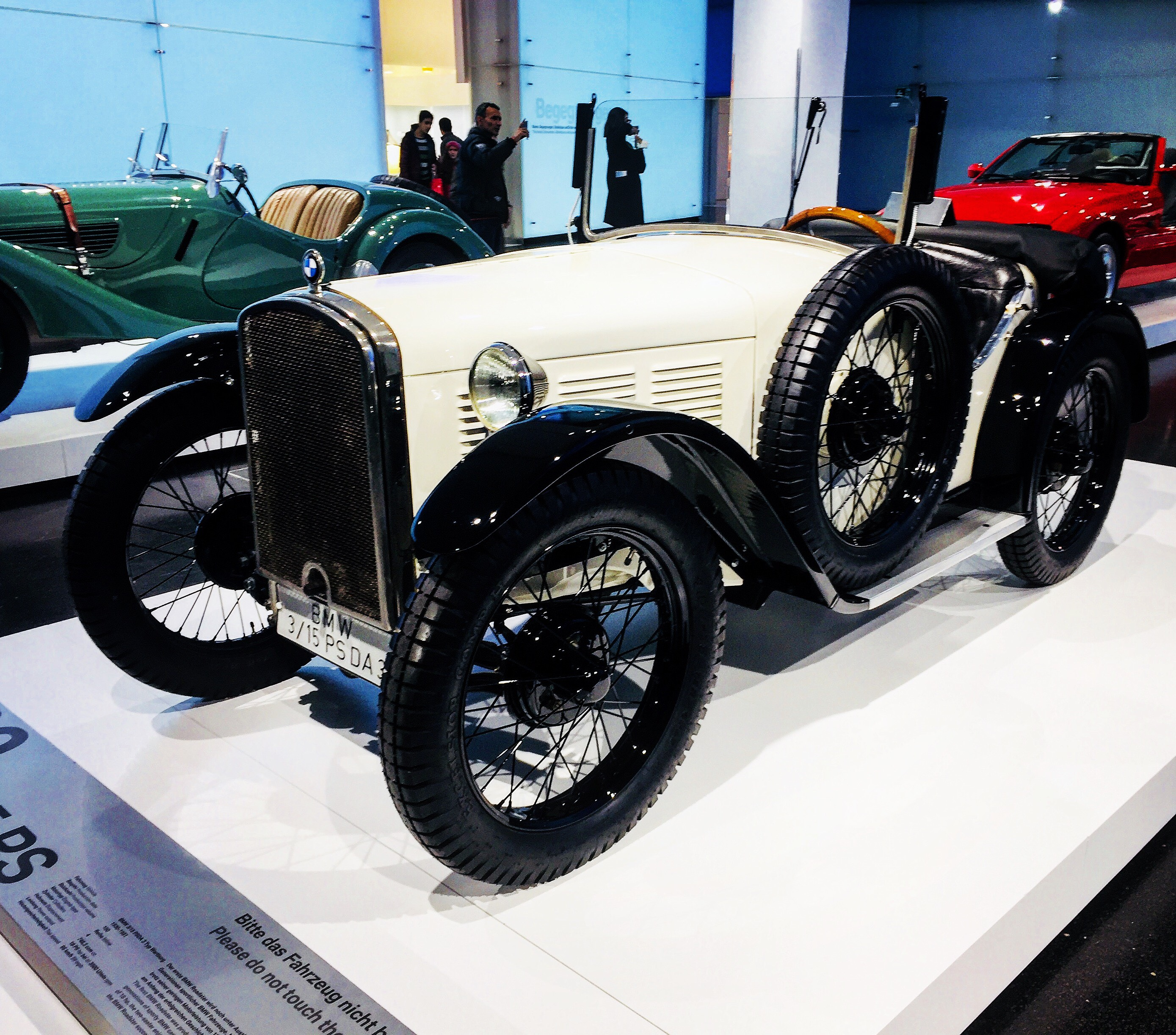
BMW 3/15 PS DA3 (1930).

Les premiers véhicules ont été fabriqués dans un hangar loué à Berlin-Johannisthal ; le 9 juillet 1929, BMW a ouvert un nouveau point de vente au centre de Berlin. L'année suivante, sous la pression de la Grande Dépression, la production complète a été délocalisée à Eisenach et est passée au système de carrosserie Weymann. En avril 1930, sort un modèle sport nommé DA3 Wartburg, de 748 cm3. Le 15 juin, un Wartburg gagne une course de côte au lac de Kochel dans les Préalpes bavaroises.
Les 3/15 sont vendues jusqu’en 1932, et laissent ensuite la place à la BMW 3/20.